# Juin 2011 en sport
Cette page concerne l'actualité sportive du mois de juin 2011

## Faits marquants

### Samedi4 juin
- Rugby à XV : le stade toulousain remporte le championnat de France face à Montpellier lors de la finale gagnée 15 à 10 au Stade de France[22].
- Tennis : Li Na remporte le Tournoi de Roland-Garros 2011 en battant en finale la tenante du titre, l'italienne Francesca Schiavone en deux sets (6-4, 7-60). Elle devient ainsi la première joueuse asiatique à remporter un tournoi du Grand Chelem en simple, hommes et femmes confondus[23].

### Dimanche5 juin
- Tennis : Rafael Nadal remporte son sixième titre à Roland-Garros en battant en finale Roger Federer en quatre sets (7-5, 7-63, 5-7, 6-1). Il égale le record de Björn Borg et s'adjuge à 25 ans son dixième tournoi du Grand Chelem[24].

### Mercredi8 juin
- Rugby à XV : un nouvel accord de partenariat est établi pour quatre saisons entre la banque néerlandaise Rabobank et les dirigeants de la Celtic League. La compétition est rebaptisée en RaboDirect Pro12[25],[26].

### Samedi18 juin
- Athlétisme : Christophe Lemaitre bat le record de France du 100 mètres en remportant la finale en 9 s 95 aux championnats d'Europe par équipes à Stockholm[27].

### Dimanche26 juin
- Rugby à XV : la Nouvelle-Zélande remporte le Championnat du monde des moins de 20 ans en battant les Anglais en finale sur le score de 33 à 22. C'est la quatrième titre en quatre éditions de la compétition pour les Colts[28].